# RVD-Hpα
RVD-Hpα je endogeni neuropeptid prisutan u mozgu ljudi i drugih sisara. On deluje kao selektivni agonist za CB1 kanabinoidni receptor. RVD-Hpα je 12-aminokiselina dug polipeptid sa sekvencom Arg-Val-Asp-Pro-Val-Asn-Phe-Lys-Leu-Leu-Ser-His i predstavlja N-terminalno produženu formu hemopresina, 9-AA dugog polipeptida izvedenog iz α1 podjedinice hemoglobina za koju je ranije bilo pokazano da deluje kao CB1 inverzni agonist. Kraći 11-AA polipeptid VD-Hpα je agonist oba, CB1 i CB2, receptora. Sva tri polipeptida su izolovana iz različitih vrsta sisara, pri čemu je RVD-Hpα jedan od zastupljenijih neuropeptida izraženih u mozgu miša. Ovi neuropeptidi se smatraju potencijalnom novom avenijom u kanabinoidnim istraživanjima.
| Vrsta     | sekvenca     |
| --------- | ------------ |
| čovek     | RVDPVNFKLLSH |
| miš       | RVDPVNFKLLSH |
| pacov     | RVDPVNFKfLSH |
| konsenzus | RVDPVNFKxLSH |